# Kirscherbach
Der Kirscherbach ist ein rechter Zufluss der Mosel in Longuich-Kirsch, Rheinland-Pfalz.
Er hat eine Länge von 3,527 Kilometern, ein Wassereinzugsgebiet von
4,043 Quadratkilometern und die Fließgewässerkennziffer 267192.
Er entspringt im Longuicher Wald beim Longuicher Sauerbrunnen, nimmt den von links zufließenden Bach am Kollert (2550 m lang) auf, unterquert die Autobahn 1 und mündet in Longuich-Kirsch in die Mosel.